# Wojska inżynieryjne

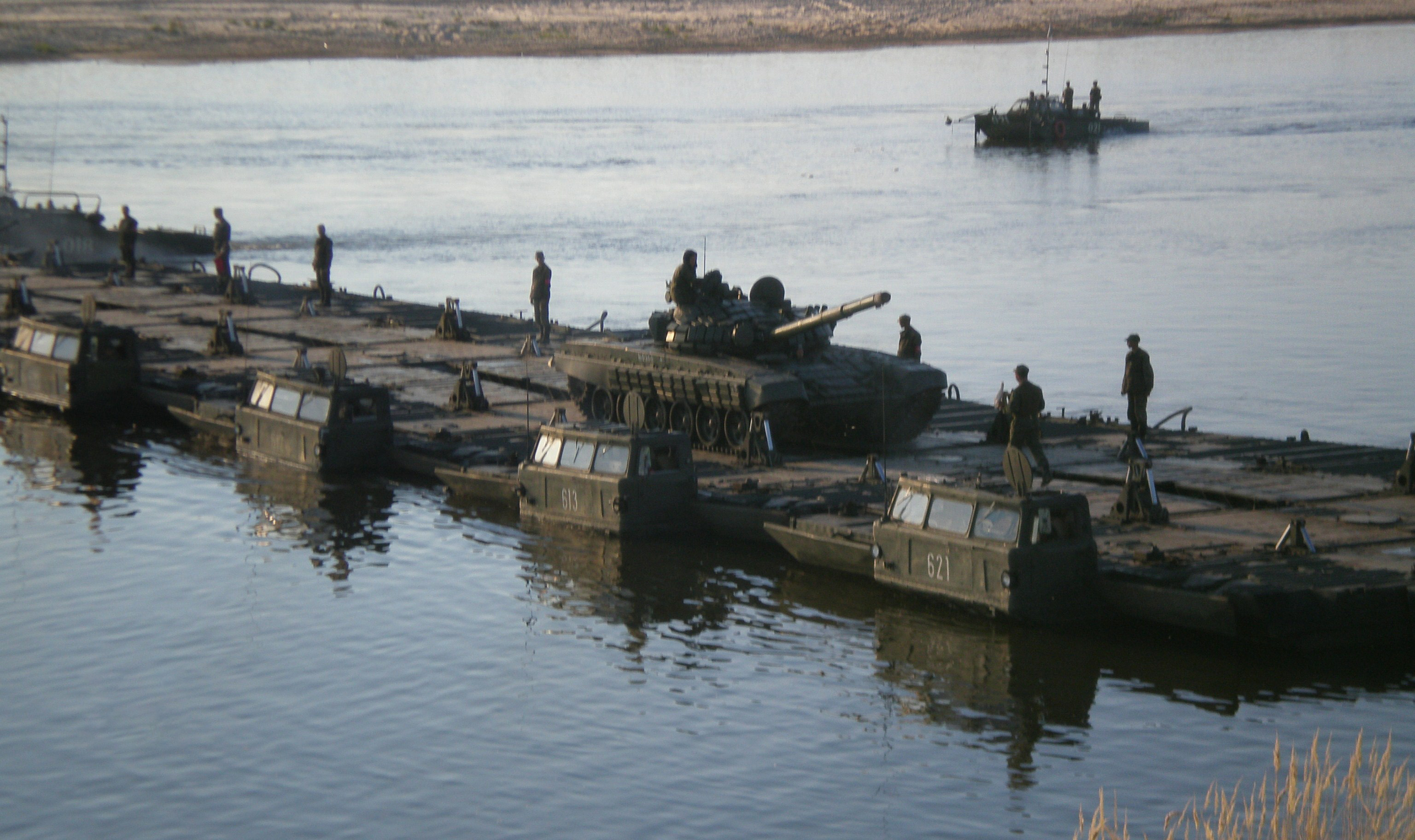
Most pontonowy postawiony przez wojska inżynieryjne

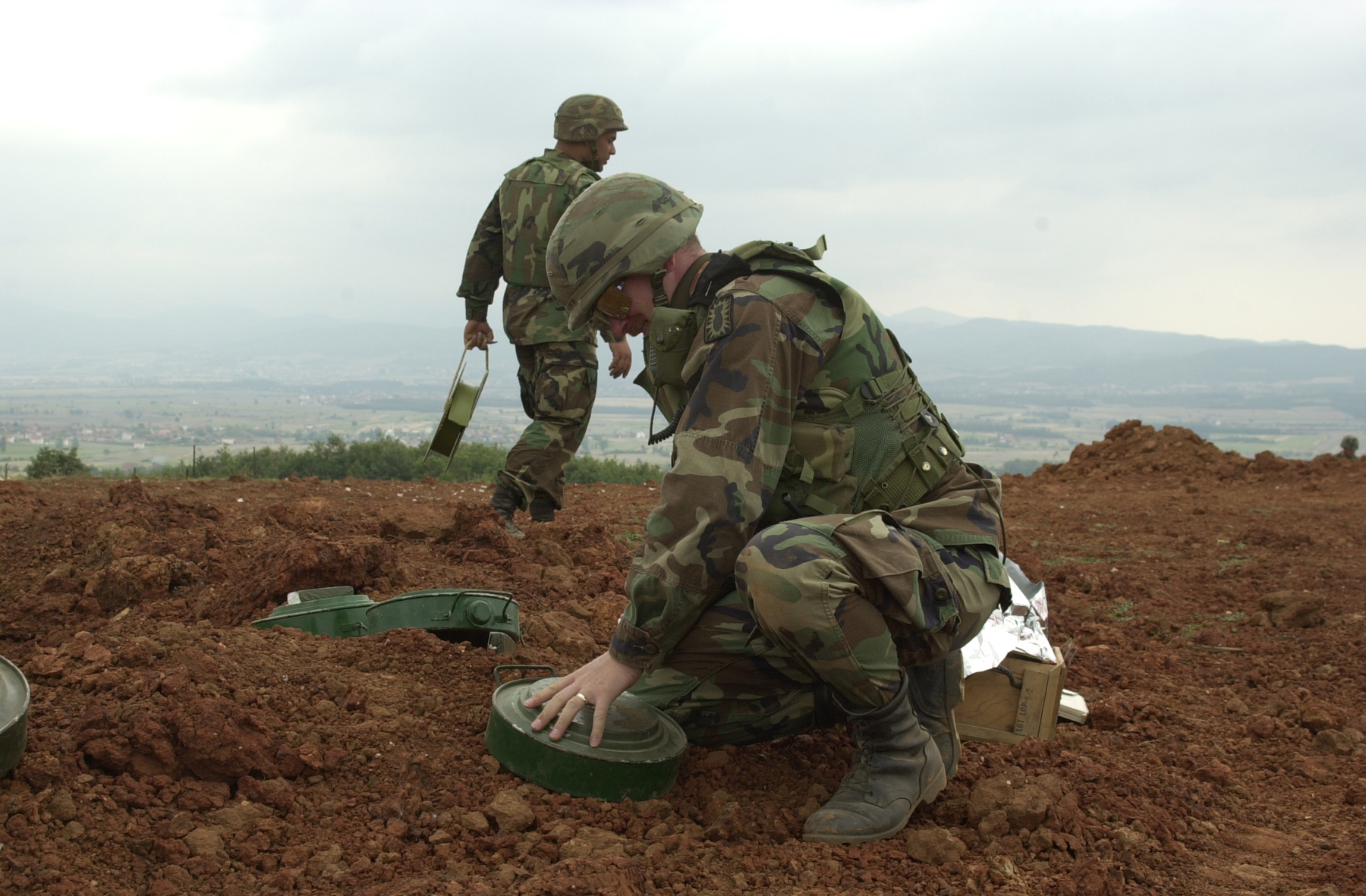
Saperzy usuwający miny

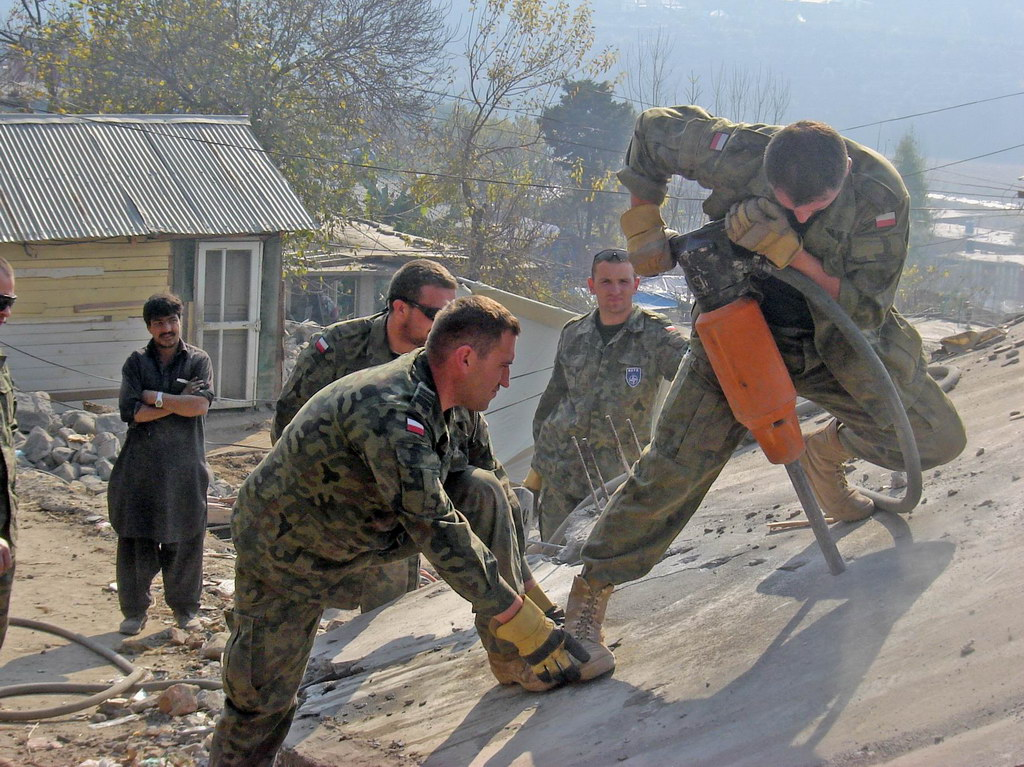
Saperzy Wojska Polskiego podczas pracy w Pakistanie

Wojska inżynieryjne (saperzy, wojska saperskie) – rodzaj wojsk przeznaczonych do inżynieryjnego zabezpieczenia działań wszystkich rodzajów sił zbrojnych i rodzajów wojsk. Wojska inżynieryjne wykonują najbardziej złożone prace wymagającego specjalistycznego przygotowania i zastosowania różnorodnego sprzętu inżynieryjnego.

## Wojska inżynieryjne w Polsce
W zależności od przeznaczenia dzielą się na pododdziały, oddziały i związki taktyczne: saperskie, pontonowe, desantowo-przeprawowe, inżynieryjno-drogowe, wojska kolejowe, maszyn inżynieryjnych i in. W zależności od podporządkowania rozróżnia się pododdziały (oddziały) organiczne wchodzące w skład oddziałów i związków taktycznych wojsk lądowych (sił lądowych), armijne, frontowe, marynarki wojennej, lotnictwa (wcześniej również: wojsk obrony powietrznej kraju, wojsk lotniczych).
Dzień Sapera jest obchodzony w Polsce 16 kwietnia w rocznicę forsowania Odry i Nysy Łużyckiej.

### Wojska inżynieryjne w II RP
W Armii Polskiej w okresie międzywojennym zorganizowano dziesięć pułków saperów (po trzy bataliony w każdym, po jednym batalionie przydzielonym do pułku piechoty), dwa bataliony specjalne (mostowy i maszynowy – później przemianowany na elektrotechniczny) oraz trzy pułki saperów kolejowych (trzeci rozwiązano jednak w 1924 r.). W latach 1927–1928 na bazie pozostałych dwóch pułków saperów kolejowych sformowano 1 Dywizjon Pociągów Pancernych i 2 Dywizjon Pociągów Pancernych. W maju 1929 roku następuje radykalna reorganizacja wojsk inżynieryjnych, osłabiająca ich pozycję i znaczenie. Rozwiązano dwa pułki, a pozostałe przemianowano na bataliony; obydwa pułki saperów kolejowych przemianowano na bataliony mostów kolejowych. Zredukowano liczbę samodzielnych batalionów saperskich do 13 (średnio liczył on 40 oficerów i około 700 podoficerów i szeregowców). Jesienią 1934 r. nastąpiły dalsze zmiany w organizacji saperów.

### Współczesne jednostki inżynieryjne w Polsce

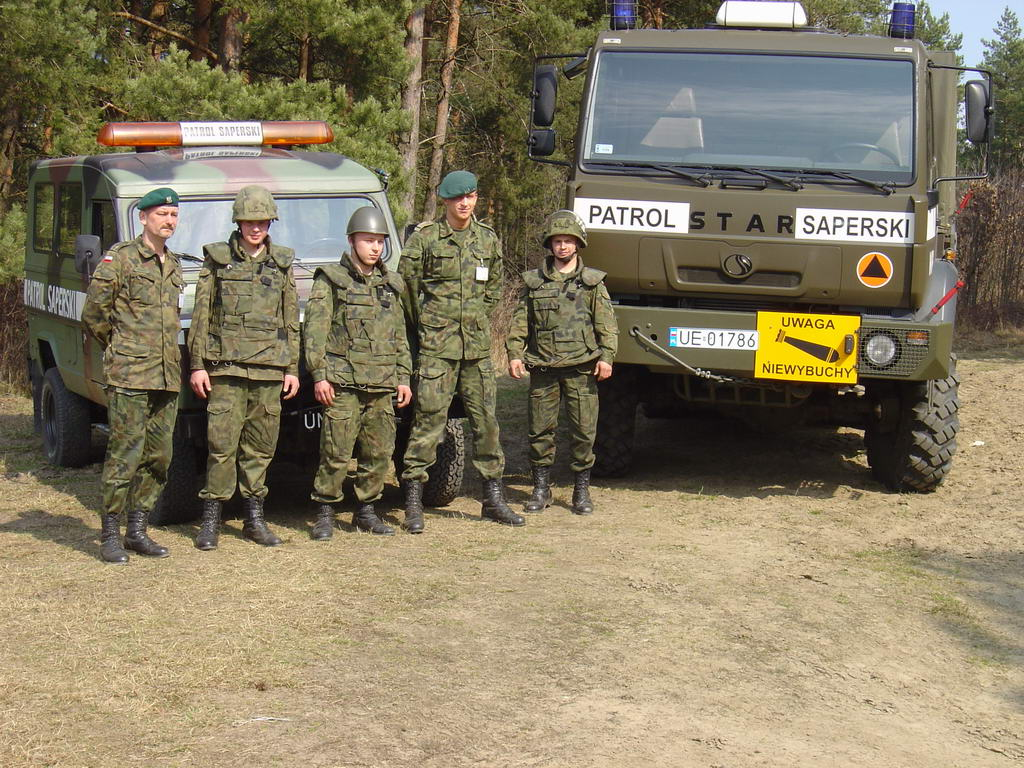
Patrol saperski 16 Pomorskiej Dywizji Zmechanizowanej

Zarząd Inżynierii Wojskowej Dowództwa Generalnego Rodzajów Sił Zbrojnych
Pułki
- 2 Inowrocławski pułk komunikacyjny im. gen. Jakuba Jasińskiego w Inowrocławiu;
- 5 Pułk Inżynieryjny im. gen. Ignacego Prądzyńskiego w Szczecinie-Podjuchach;
- 1 Brzeski pułk saperów w Brzegu;
- 2 Mazowiecki pułk saperów w Kazuniu Nowym.

Bataliony saperów
- 5 Kresowy batalion saperów w Krośnie Odrzańskim;
- 8 batalion saperów Marynarki Wojennej w Dziwnowie;
- 2 Stargardzki batalion saperów w Stargardzie;
- 15 Mazurski batalion saperów w Orzyszu;
- 16 batalion saperów w Nisku;
- 43 batalion saperów Marynarki Wojennej w Rozewie

Bataliony  inżynieryjne
- 3 batalion inżynieryjny w Nisku
- 4 Głogowski batalion inżynieryjny w Głogowie

Bataliony drogowo-mostowe
- 1 Dębliński Batalion Drogowo-Mostowy im. Romualda Traugutta w Dęblinie
- 3 Włocławski batalion drogowo-mostowy (w składzie 2 Mazowieckiego Pułku Saperów)

#### Wyposażenie

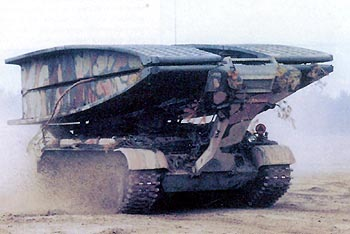
Czołg mostowy BLG-67

- Gąsienicowe transportery pływające PTS (ok. 50 szt.)
- Czołgi mostowe BLG-67 (?)[2]
- Mosty czołgowe Biber (4 szt.)[3]
- Transportery rozpoznania inżynieryjnego TRI (77 szt.)[4]
- Maszyny inżynieryjno-drogowe MID (9 szt.)[5]
- Parki pontonowe PP-64 Wstęga (ok. 60 szt.)[6]
- Samobieżne układacze min SUM (3 szt.)
- łodzie saperskie (380szt.)

### Symbolika wojsk inżynieryjnych w Polsce

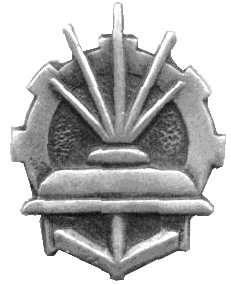
Korpusówka
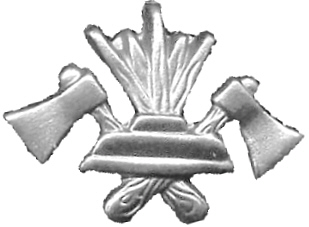
Korpusówka
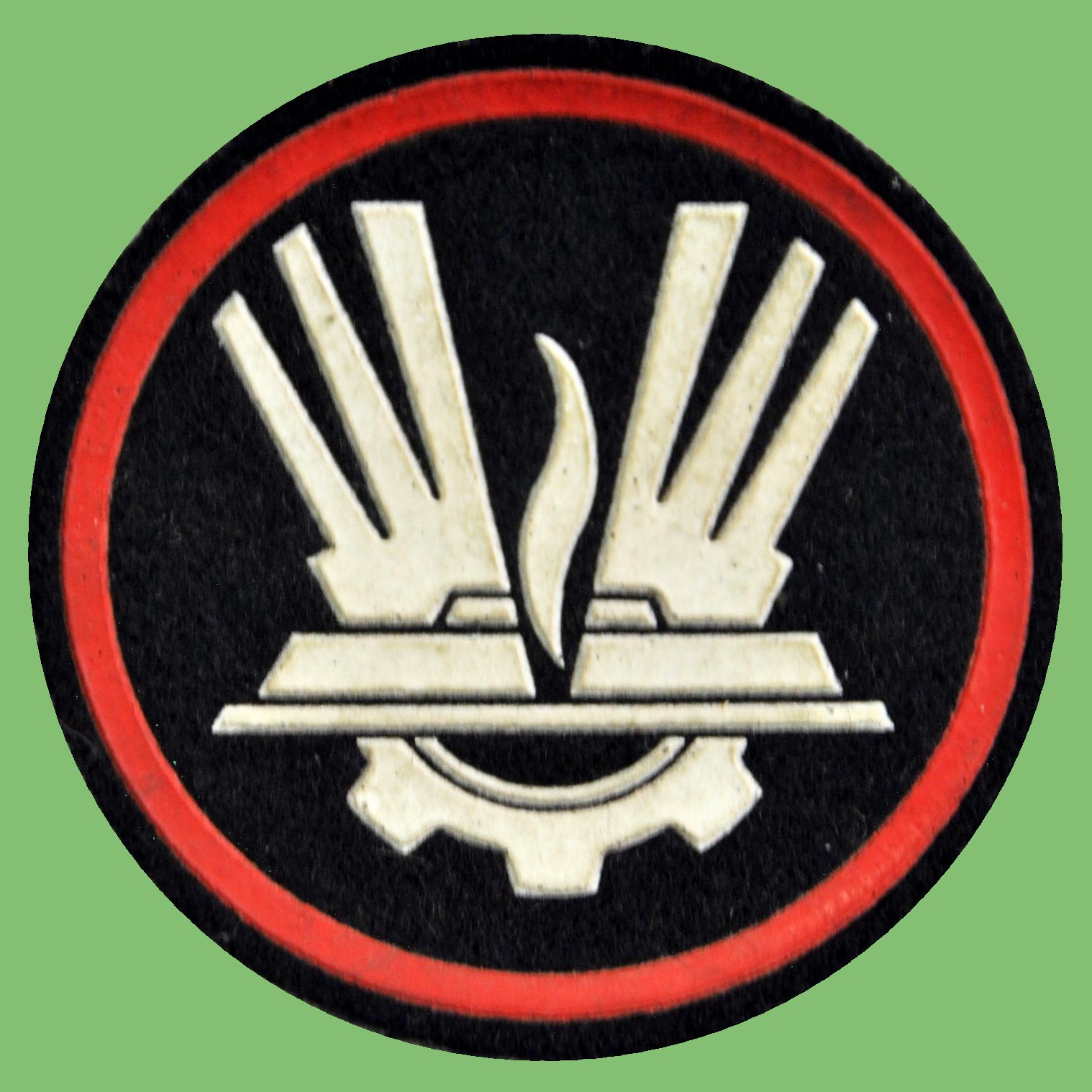
Oznaka rozpoznawcza rodzajów wojsk
oznaka specjalisty wojsk inżynieryjnych
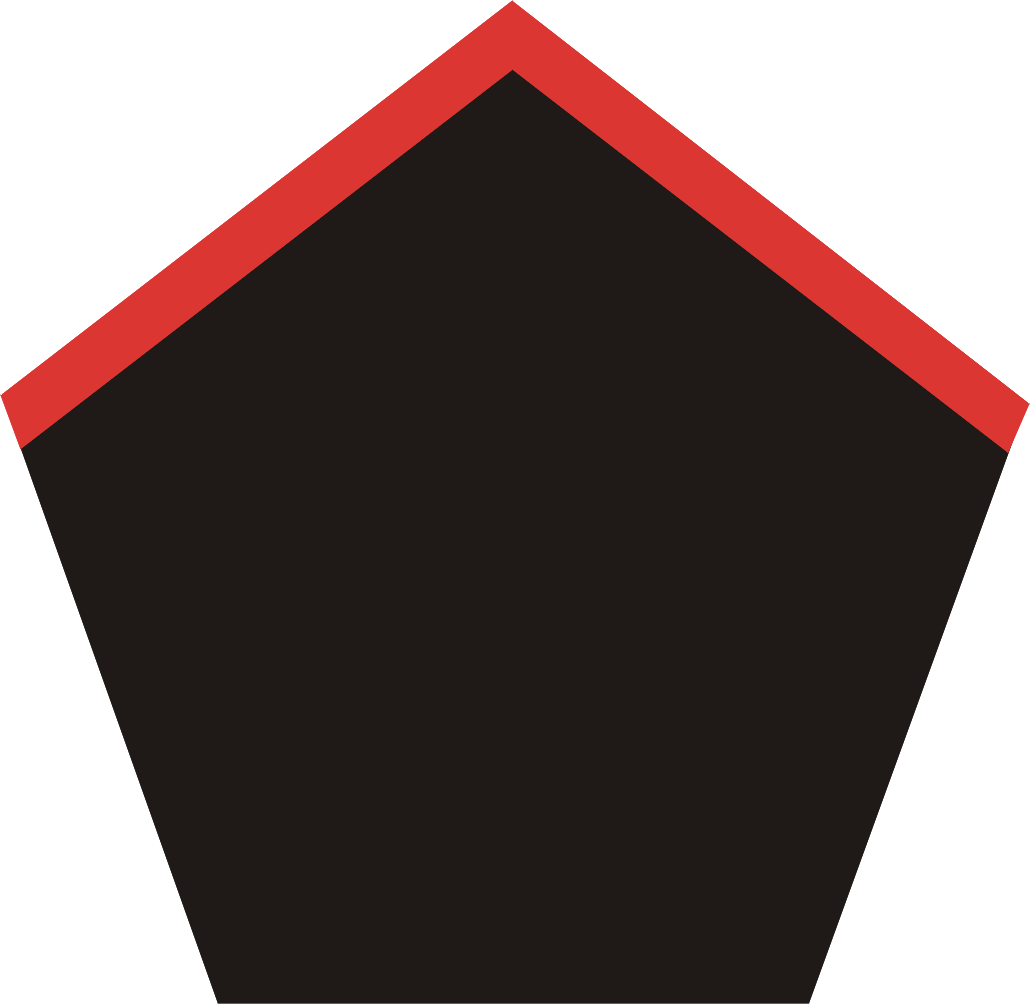
Patka PSZ
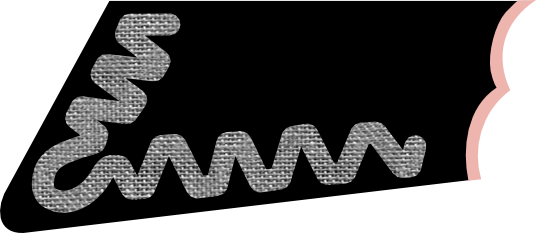
Łapka II RP
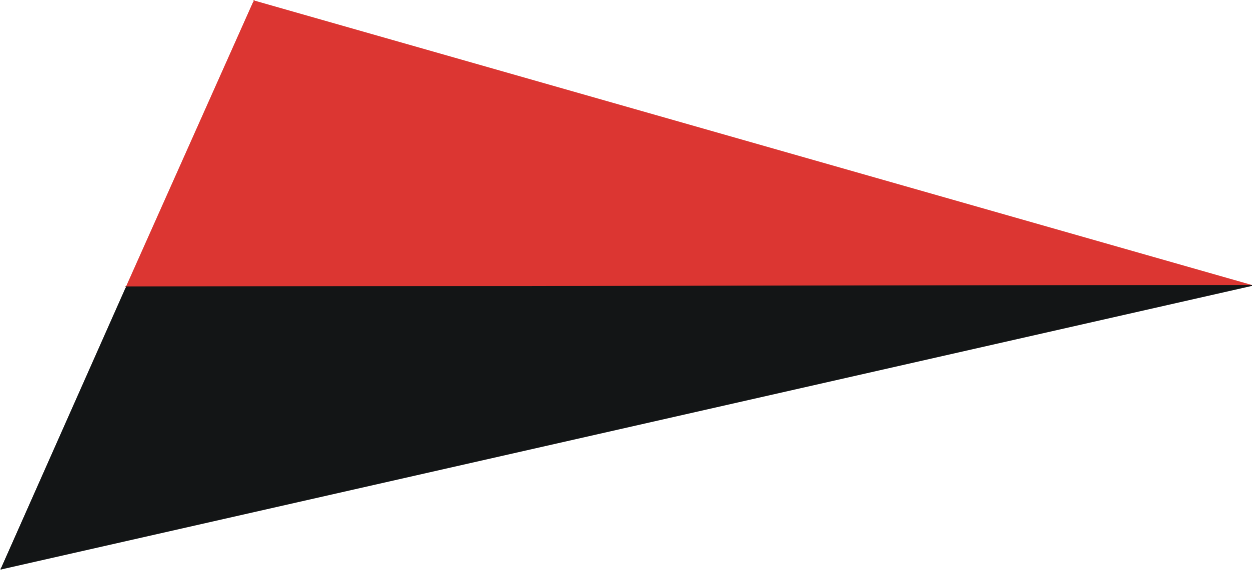
Proporczyk wz. 45
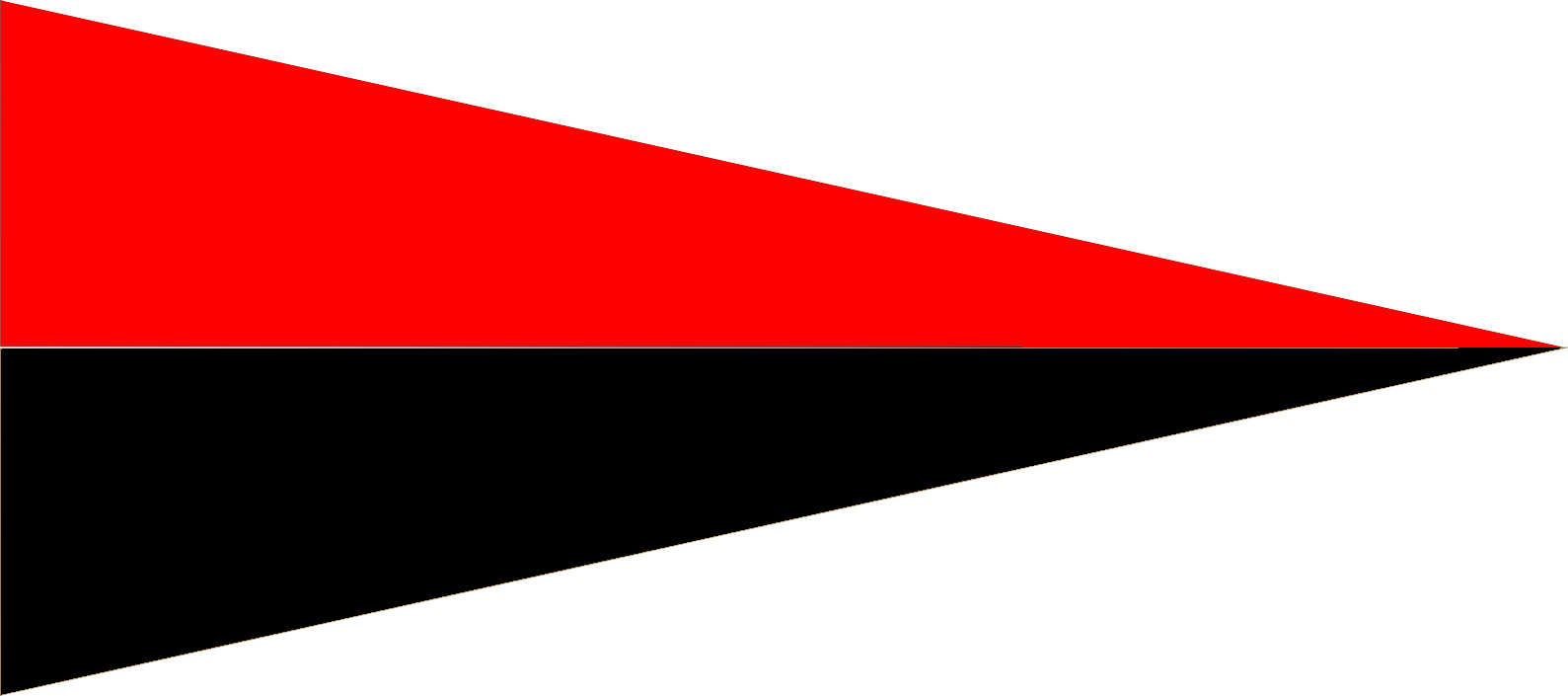
Proporczyk wz. 43